# Imagineering (entreprise)
Ne doit pas être confondu avec Walt Disney Imagineering.
Imagineering est un studio américain de développement de jeux vidéo interne à la société Absolute Entertainment et fondé en 1986. Le studio était situé à Glen Rock dans le New Jersey jusqu'à sa fermeture en 1995.

## Liste des jeux développés
1988
- Commando (Atari 2600)
- Crossbow (Commodore 64)
- Double Dragon (Atari 2600, Atari 7800)

1989
- Stealth ATF (NES)

1990
- Destination Earthstar (NES)
- Ghostbusters II (NES)

1991
- Attack of the Killer Tomatoes (Game Boy, NES)
- The Simpsons: Bart vs. the Space Mutants (NES)
- The Simpsons: Bart vs. the World (NES)
- Bart Simpson's Escape from Camp Deadly (Game Boy)
- Family Feud (NES)
- Flight of the Intruder (NES)
- Jeopardy! (NES)
- Barbie: Game Girl (Game Boy)

1992
- The Adventures of Rocky and Bullwinkle and Friends (Game Boy)
- Bartman Meets Radioactive Man (NES)
- Home Alone 2: Lost in New York (Game Boy, NES, Super Nintendo)
- Swamp Thing (Game Boy, NES)

1993
- Family Dog (Super Nintendo)
- Toys: Let the Toy Wars Begin! (Super Nintendo)